# Самсон фон Гиммельшерна, Рейнгольд Иоганн Людвиг
Рейнгольд Иоганн Людвиг Самсон фон Гиммельштерна (нем. Reinhold Johann Ludwig Samson von Himmelstjerna, 27 июня 1778, Урбс, ныне Урвасте, Эстония — 26 ноября 1858, Санкт-Петербург) — юрист и литератор, служил при Собственной Е. И. В. канцелярии (1829—1840), президент Общества истории и древностей Остзейских губерний (1838—1851). Состоял в Санкт-Петербургской масонской ложе «К пламенеющей звезде» (1815—1822). В этой же ложе состояли декабрист К. Ф. Рылеев и А. П. Бакунин.

## Биография
Происходил из остзейского дворянского рода Самсон-фон-Гиммельшерна, родился и рос до 18 лет в семейном имении. Обучался в Лейпцигском университете (1796—1798); был президентом лифляндской евангелическо-лютеранской консистории и лифляндского гофгерихта, состоял действительным членом Курляндского общества литературы и искусства. Принимал деятельное участие в работах по освобождению и устройству быта крестьян в Лифляндской губернии В 1818 году он предложил в ландтаге освободить крестьян и составил затем проект положения по этому предмету, высочайше утвержденный в 1819 году. Был членом, потом президентом комиссии, приводившей в систему местные законы. Написал: «нем. Institutionen des livländischen Processes» (Рига, 1824) и «нем. Das livländische Ehrschafts und Näherrecht» (Рига, 1828). В 1829—1840 годы Самсон фон Гиммельштерна состоял при Втором отделении Собственной Е. И. В. канцелярии; под его редакцией в канцелярии были составлены проекты сводов отдельных частей остзейских законов; впрочем, этот проект оказался нуждающимся в большом количестве дополнений и исправлений. Описал свою работу в сочинении «Историческое описание отмены крепостного права в остзейских провинциях, с преимущественным вниманием к герцогству Лифляндскому» (нем. Historischer Versuch über die Aufhebung der Leibeigenschaft in den Ostseeprovinzen mit besonderer Beziehung auf das Herzogthum Livland; 1838, в приложении к газете «Das Inland»). Опубликовал ряд стихотворений (в том числе сборник «Стихи», Рига, 1825), стихотворные переводы Анакреона и Сафо на немецкий язык (1826).